# José Sele Yalaghuli
Sele Yalaghuli, né le 24 août 1968 à Gemena, chef-lieu de la province du Sud-Ubangi (ex District de la Province de l'Équateur) en République démocratique du Congo est un homme politique congolais et ministre des Finances du 6 septembre 2019, au 28 avril 2021.

## Biographie

### Jeunesse et études
Il commence ses études à l'école primaire Gama, dans la commune de Barumbu à Kinshasa. Il poursuit ses études secondaires à Saint Charles Luanga dans la ville Kinshasa. En 1988, il décroche son diplôme d'État (Bac) en latin-philo, au Collège Saint Joseph-Elikya de Kinshasa.
La même année, il réussit son inscription à l'université de Kinshasa; il en sort en 1996 avec une licence en économie pure, option : économie monétaire et internationale.

### Carrière professionnelle
Sele a occupé plusieurs postes dans le secteur économique et dans les cabinets ministériels. Ces expériences lui ont valu sa nomination au poste de ministre des Finances de la République démocratique du Congo.

#### Économiste
De 2000 à 2002, il est économiste et coordonnateur de projet auprès de Infra Consult Munchen (ICM) en partenariat avec la Société nationale d'électricité (SNE) à Brazzaville en République du Congo.
De 2002 à 2007, il est économiste, chef de division au bureau central de coordination.
En 2005, il est économiste chargé des questions énergétiques à la Banque mondiale, à Washington DC, aux États-Unis.

#### Conseiller au ministère des Finances (2007 à 2010)
De 2007 à février 2010, il est conseiller principal chargé de la coopération bilatérale et multilatérale au Ministère des Finances.

#### Directeur de cabinet du ministre des Finances (2010 à 2012)
De février 2010 à mai 2012, il est directeur de cabinet du ministre des Finances Augustin Matata Ponyo. Il travaille étroitement avec celui-ci, dans le projet point d’achèvement qui a permis qu'en juin 2010, la République démocratique du Congo atteigne le point d’achèvement de l’Initiative en faveur des pays pauvres très endettés (PPTE) et bénéficie de l’annulation d’une très grande partie de sa dette extérieure.

#### Directeur de cabinet du Premier ministre (2012 à 2016)
De mai 2012 à novembre 2016, il est Directeur de cabinet du Premier ministre Augustin Matata Ponyo Mapon,.

#### Directeur général des impôts (2016 à 2019)
En novembre 2016, il est nommé directeur général des impôts. Sa mission consiste à mobiliser les recettes pour le compte du trésor public de la République démocratique du Congo. Il a introduit à cet effet, un nouveau système de management en vue d’atteindre les objectifs lui assignés qui sont la mobilisation accrue des recettes de l’État et la poursuite du programme de reformes et de modernisation de l’administration fiscale.

### Carrière politique

#### Ministre des Finances
Le 26 août 2019, il est nommé ministre des Finances dans le Gouvernement Ilunga par Félix Tshisekedi, il entre en fonction le 6 septembre 2019,.